# X Factor (Armenia)

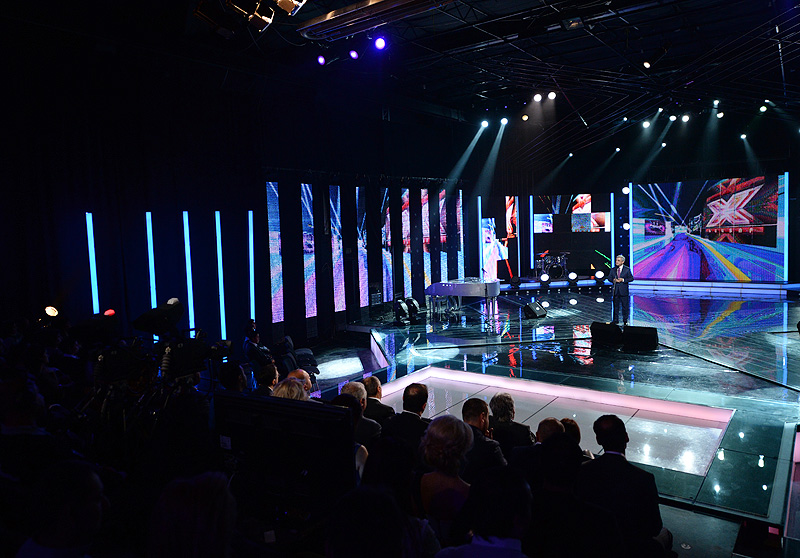
2014

X Factor (in armeno Իքս - Ֆակտոր) è la versione armena del talent show musicale britannico The X Factor, in cui concorrono aspiranti cantanti pop scelti attraverso audizioni. Il programma è andato in onda su Shant TV, il canale armeno dove è trasmessa anche la serie Hay Superstar.

## Riassunto delle stagioni
Ragazzi 16-24 

     Ragazze 16-24

     25+ 

     Gruppi Vocali
| Stagione | Data di trasmissione             | Vincitore        | Secondo         | Terzo    | Presentatore | Giudici                                                  |
| -------- | -------------------------------- | ---------------- | --------------- | -------- | ------------ | -------------------------------------------------------- |
| Prima    | 6 novembre 2010 – 15 maggio 2011 | Vrezh Kirakosyan | Srbuhi Sargsyan | Gigabeat | Aram MP3     | Egor Glumov Naira Gyurjinyan Garik Baboyan Gisané Palyan |

## Prima stagione
Il programma è stato trasmesso il sabato sera alle 22:30 con repliche di domenica, lunedì e giovedì. Shant TV ha anche trasmesso un day time dal titolo "Oragir" il martedì, giovedì e sabato alle 17:50 ora locale.
Le audizioni sono state trasmesse dall'11 novembre al 25 dicembre 2010.
Le categorie sono state così assegnate:
- Naira Gyurjinyan - Ragazzi 16-25;
- Garik Baboyan - Ragazze 16-25;
- Egor Glumov - Gruppi;
- Gisané Palyan - 25+.

### Il bootcamp e l'Home visit
I concorrenti scelti dai giudici nella fase del bootcamp, e quindi giunti all'Home visit, sono:
- Ragazzi 16-24 (giudice Naira Gyurjinyan): Artsrun Khangeldyan, Arthur-Alek Tosbekian, Georgi Bunyatyan, Vahé Aleksanyan, Hayk Avetisyan, Gevorg Haroutiunyan;
- Ragazze 16-24 (giudice Garik Baboyan): Anoush, Arminé Kocharyan, Nelly Ghazaryan, Mariam, Sona, Srbuhi Sargsyan;
- Gruppi Vocali (giudice Egor Glumov): GigaBeat, P.S., Mars-On + altri 3 gruppi;
- 25+ (giudice Gisané Palyan): Yeva, Edvin, Hayk, Nelly, Sona, Vrezh.

### La scelta finale
I concorrenti arrivati alla fase finale del programma sono:
| Categoria (giudice)  | Concorrenti                                  | Concorrenti                                 | Concorrenti      | Concorrenti |
| -------------------- | -------------------------------------------- | ------------------------------------------- | ---------------- | ----------- |
| Ragazzi (Gyurjinyan) | Arthur-Alek Tosbekian                        | Artsrun Khangeldyan                         | Vahé Aleksanyan  |             |
| Ragazze (Baboyan)    | Arminé Kocharyan                             | Nelly Ghazaryan                             | Srbuhi Sargsyan  |             |
| 25+ (Palyan)         | Edvin Sultanyan (subentrato alla 3ª puntata) | Nelly Khosrovyan (ritirata alla 3ª puntata) | Vrezh Kirakosyan | Yeva Sujyan |
| Gruppi (Glumov)      | GigaBeat                                     | Mars-On                                     | P.S.             |             |

Legenda:

     Vincitore

     Secondo classificato

     Terzo classificato